# Turul Italiei 2014
Turul Italiei 2014 a fost a 97- a ediție a cursei. A început în Belfast pe 9 mai 2014 și a trecut prin întreaga Irlanda de Nord (o țară membră a Regatului Unit) și Republica Irlanda.  În mod neobișnuit au fost trei zile de odihnă în loc de două, iar cursa a început într-o vineri. Un total de 198 de piloți din 22 de echipe au intrat în cursa de 21 etape, care a fost câștigată de către columbianul Nairo Quintana de la echipa Movistar Team. Locul doi a fost obținut de columbianul Rigoberto Urán, iar locul trei de italianul Fabio Aru.

## Echipe și cicliști
Toate cele optsprezece ProTeams UCI au fost invitate în mod automat și au fost obligate să participe la cursă. Deoarece au câștigat Cupa Italiei 2013 pentru echipele italiene, Androni Giocattoli-Venezuela au fost invitați să participe la cursă în octombrie 2013. În ianuarie 2014, cele trei locuri wild card rămase au fost decise printr-un vot pe rețelele sociale printr-o selecție de opt echipe UCI Professional Continental. Locurile au fost ulterior acordat echipelor Bardiani-CSF, Colombia și Neri Sottoli.
Cele 22 de echipe care au luat parte la Turul Italiei 2014 sunt:
| - Ag2r-La Mondiale - Androni Giocattoli-Venezuela* - Astana - Bardiani-CSF* - Belkin Pro Cycling - BMC Racing Team - Cannondale - Colombia* - Team Europcar - FDJ.fr - Garmin-Sharp | - Giant-Shimano - Katiușa - Lampre-Merida - Lotto-Belisol - Movistar Team - Neri Sottoli - Omega Pharma-Quick Step - Orica-GreenEDGE - Team Sky - Team Tinkoff-Saxo - Trek Factory Racing |

*:Echipă UCI Professional Continental, care a primit wild card pentru a participa la acest eveniment.

## Etape
Turul are etapele categorisite în cinci categorii diferite denumite de la A la E. Categoria unei etape determină numărul de puncte primite pentru clasament și timpul maxim primit de cicliști pentru a termina o etapă. Categoria A este pentru etapa de câmpie, iar categoria D pentru etapa montană. Categoria E este pentru etapa contracronometru.
| Etapă | Data    | Traseu                                                 | Distanța     | Tip          | Tip                             | Câștigător             |
| ----- | ------- | ------------------------------------------------------ | ------------ | ------------ | ------------------------------- | ---------------------- |
| 1     | 9 mai   | Belfast – Belfast                                      | 21.7 km      |              | E (Contracronometru)            | Orica-GreenEDGE        |
| 2     | 10 mai  | Belfast – Belfast                                      | 219 km       |              | A (Etapă câmpie)                | Marcel Kittel (GER)    |
| 3     | 11 mai  | Armagh – Dublin                                        | 187 km       |              | A (Etapă câmpie)                | Marcel Kittel (GER)    |
|       | 12 mai  | Zi de repaus                                           | Zi de repaus | Zi de repaus | Zi de repaus                    | Zi de repaus           |
| 4     | 13 mai  | Giovinazzo – Bari                                      | 112 km       |              | A (Etapă câmpie)                | Nacer Bouhanni (FRA)   |
| 5     | 14 mai  | Taranto – Viggiano                                     | 203 km       |              | C (Etapă intermediară)          | Diego Ulissi (ITA)     |
| 6     | 15 mai  | Sassano – Montecassino                                 | 257 km       |              | C (Etapă intermediară)          | Michael Matthews (AUS) |
| 7     | 16 mai  | Frosinone – Foligno                                    | 211 km       |              | B (Etapă câmpie)                | Nacer Bouhanni (FRA)   |
| 8     | 17 mai  | Foligno – Montecopiolo                                 | 179 km       |              | D (Etapă montană)               | Diego Ulissi (ITA)     |
| 9     | 18 mai  | Lugo – Sestola                                         | 172 km       |              | C (Etapă intermediară)          | Pieter Weening (NED)   |
|       | 19 mai  | Zi de repaus                                           | Zi de repaus | Zi de repaus | Zi de repaus                    | Zi de repaus           |
| 10    | 20 mai  | Modena – Salsomaggiore Terme                           | 173 km       |              | A (Etapă câmpie)                | Nacer Bouhanni (FRA)   |
| 11    | 21 mai  | Collecchio – Savona                                    | 249 km       |              | C (Etapă intermediară)          | Michael Rogers (AUS)   |
| 12    | 22 mai  | Barbaresco – Barolo                                    | 41.9 km      |              | E (Contracronometru individual) | Rigoberto Urán (COL)   |
| 13    | 23 mai  | Fossano – Rivarolo Canavese                            | 157 km       |              | A (Etapă câmpie)                | Marco Canola (ITA)     |
| 14    | 24 mai  | Agliè – Oropa                                          | 164 km       |              | D (Etapă montană)               | Enrico Battaglin (ITA) |
| 15    | 25 mai  | Valdengo – Montecampione                               | 225 km       |              | D (Etapă montană)               | Fabio Aru (ITA)        |
|       | 26 mai  | Zi de repaus                                           | Zi de repaus | Zi de repaus | Zi de repaus                    | Zi de repaus           |
| 16    | 27 mai  | Ponte di Legno – Val Martello (Martelltal)             | 139 km       |              | D (Etapă montană)               | Nairo Quintana (COL)   |
| 17    | 28 mai  | Sarnonico – Vittorio Veneto                            | 208 km       |              | B (Etapă câmpie)                | Stefano Pirazzi (ITA)  |
| 18    | 29 mai  | Belluno – Rifugio Panarotta (Valsugana)                | 171 km       |              | D (Etapă montană)               | Julián Arredondo (COL) |
| 19    | 30 mai  | Bassano del Grappa – Cima Grappa (Crespano del Grappa) | 26.8 km      |              | E (Contracronometru individual) | Nairo Quintana (COL)   |
| 20    | 31 mai  | Maniago – Monte Zoncolan                               | 167 km       |              | D (Etapă montană)               | Michael Rogers (AUS)   |
| 21    | 1 iunie | Gemona del Friuli – Trieste                            | 172 km       |              | A (Etapă câmpie)                | Luka Mezgec (SLO)      |

## Clasamentul liderilor

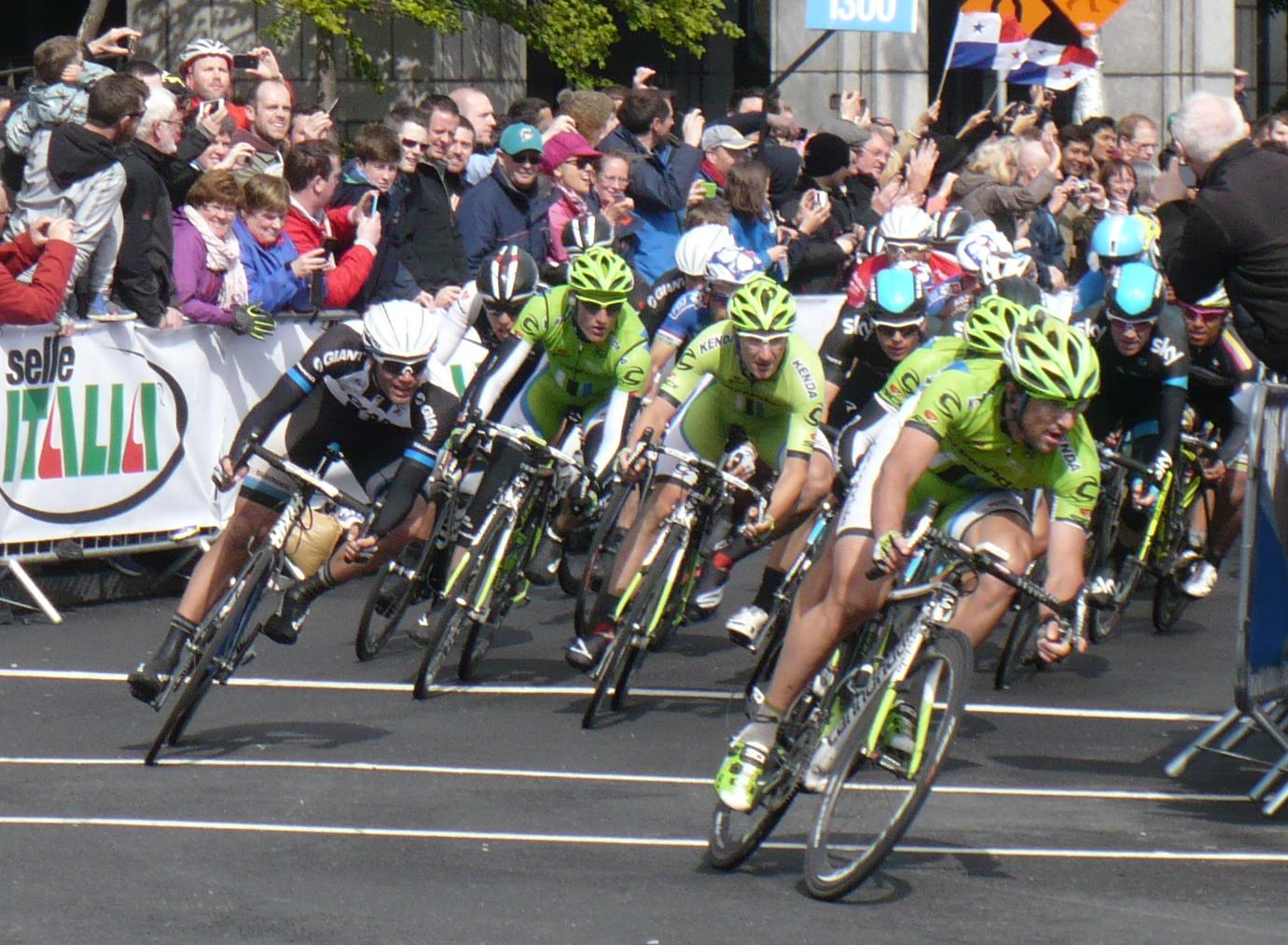
Fruntea peloton în Dublin (etapa 3)

| Etapa | Câștigător       | Clasamentul general | Clasamentul pe puncte | Clasamentul cățărătorilor | Cel mai bun tânăr | Trofeul Fast Team       | Trofeul Super Team      |
| ----- | ---------------- | ------------------- | --------------------- | ------------------------- | ----------------- | ----------------------- | ----------------------- |
| 1     | Orica-GreenEDGE  | Svein Tuft          | nu a fost acordat     | nu a fost acordat         | Luke Durbridge    | Orica-GreenEDGE         | Orica-GreenEDGE         |
| 2     | Marcel Kittel    | Michael Matthews    | Marcel Kittel         | Maarten Tjallingii        | Michael Matthews  | Orica-GreenEDGE         | Orica-GreenEDGE         |
| 3     | Marcel Kittel    | Michael Matthews    | Marcel Kittel         | Maarten Tjallingii        | Michael Matthews  | Orica-GreenEDGE         | Team Sky                |
| 4     | Nacer Bouhanni   | Michael Matthews    | Nacer Bouhanni        | Maarten Tjallingii        | Michael Matthews  | Orica-GreenEDGE         | Giant-Shimano           |
| 5     | Diego Ulissi     | Michael Matthews    | Elia Viviani          | Maarten Tjallingii        | Michael Matthews  | Astana                  | Giant-Shimano           |
| 6     | Michael Matthews | Michael Matthews    | Elia Viviani          | Michael Matthews          | Michael Matthews  | BMC Racing Team         | Giant-Shimano           |
| 7     | Nacer Bouhanni   | Michael Matthews    | Nacer Bouhanni        | Michael Matthews          | Michael Matthews  | BMC Racing Team         | Giant-Shimano           |
| 8     | Diego Ulissi     | Cadel Evans         | Nacer Bouhanni        | Julián Arredondo          | Rafał Majka       | BMC Racing Team         | Trek Factory Racing     |
| 9     | Pieter Weening   | Cadel Evans         | Nacer Bouhanni        | Julián Arredondo          | Rafał Majka       | Omega Pharma-Quick Step | Lampre-Merida           |
| 10    | Nacer Bouhanni   | Cadel Evans         | Nacer Bouhanni        | Julián Arredondo          | Rafał Majka       | Omega Pharma-Quick Step | Lampre-Merida           |
| 11    | Michael Rogers   | Cadel Evans         | Nacer Bouhanni        | Julián Arredondo          | Rafał Majka       | Omega Pharma-Quick Step | Lampre-Merida           |
| 12    | Rigoberto Urán   | Rigoberto Urán      | Nacer Bouhanni        | Julián Arredondo          | Rafał Majka       | Omega Pharma-Quick Step | Lampre-Merida           |
| 13    | Marco Canola     | Rigoberto Urán      | Nacer Bouhanni        | Julián Arredondo          | Rafał Majka       | Omega Pharma-Quick Step | Lampre-Merida           |
| 14    | Enrico Battaglin | Rigoberto Urán      | Nacer Bouhanni        | Julián Arredondo          | Rafał Majka       | Omega Pharma-Quick Step | Lampre-Merida           |
| 15    | Fabio Aru        | Rigoberto Urán      | Nacer Bouhanni        | Julián Arredondo          | Rafał Majka       | Omega Pharma-Quick Step | Lampre-Merida           |
| 16    | Nairo Quintana   | Nairo Quintana      | Nacer Bouhanni        | Julián Arredondo          | Nairo Quintana    | Ag2r-La Mondiale        | Lampre-Merida           |
| 17    | Stefano Pirazzi  | Nairo Quintana      | Nacer Bouhanni        | Julián Arredondo          | Nairo Quintana    | Ag2r-La Mondiale        | Omega Pharma-Quick Step |
| 18    | Julián Arredondo | Nairo Quintana      | Nacer Bouhanni        | Julián Arredondo          | Nairo Quintana    | Ag2r-La Mondiale        | Omega Pharma-Quick Step |
| 19    | Nairo Quintana   | Nairo Quintana      | Nacer Bouhanni        | Julián Arredondo          | Nairo Quintana    | Ag2r-La Mondiale        | Omega Pharma-Quick Step |
| 20    | Michael Rogers   | Nairo Quintana      | Nacer Bouhanni        | Julián Arredondo          | Nairo Quintana    | Ag2r-La Mondiale        | Omega Pharma-Quick Step |
| 21    | Luka Mezgec      | Nairo Quintana      | Nacer Bouhanni        | Julián Arredondo          | Nairo Quintana    | Ag2r-La Mondiale        | Omega Pharma-Quick Step |
| Final | Final            | Nairo Quintana      | Nacer Bouhanni        | Julián Arredondo          | Nairo Quintana    | Ag2r-La Mondiale        | Omega Pharma-Quick Step |

Note
- În etapele  3-5, Luke Durbridge, care a fost al doilea în clasamentul cicliștilor tineri, a purtat tricoul alb, deoarece Michael Matthews (primul loc) a purtat tricul roz pentru că a fost liderul clasamentului la general în cadrul acelor etape.
- În etapa 4, nici un ciclist nu a purtat tricoul roșu după ce Marcel Kittel, care a fost primul în clasamentul pe puncte s-a retras din cursă.
- În etapele 6-8, Rafał Majka, care a fost al doilea în clasamentul tinerilor cicliști, a purtat tricoul alb, pentru că Michael Matthews (primul loc), a purtat tricoul roz pentru că era lider al clasamentului general în această etapă.
- În etapele 7 și 8, Maarten Tjallingii, care a fost al doilea în clasamentul cățărătorilor, a purtat tricoul albastru, pentru că Michael Matthews (primul loc), a purtat tricoul roz de lider al clasamentului general în această etapă.
- În etapele 17 și 18, Rafał Majka, care a fost al doilea în clasamentul tinerilor cicliști, a purtat tricoul alb, pentru că Nairo Quintana (primul loc), a purtat tricoul roz de lider al clasamentului general în aceaste etape.
- În etapele 19 și 21, Fabio Aru, care a fost al doilea în clasamentul tinerilor cicliști, a purtat tricoul alb, pentru că Nairo Quintana (primul loc), a purtat tricoul roz de lider al clasamentului general în aceaste etape.

## Legături externe
- Site web oficial